# Víctor Slister
Víctor Slister, o Victor S. Lister (Viena, 7 de marzo de 1903 – Buenos Aires, 8 de diciembre de 1986), cuyo verdadero nombre era Viktor Schlichter, fue un músico, director de orquesta y musicalizador de películas austríaco que, luego de trabajar en su país natal, emigró a la Argentina, donde trabajó en cine y radio. Era hermano de la también artista -y además directora de teatro- Hedy Crilla, cuyo verdadero nombre era Hedwig Schlichter.

## Vida en Europa
Era hijo de Felix Schlichter, un médico pediatra de Viena, y Rosa Heim y tenía tres hermanas mayores. Estudió violín en la Escuela de Música de Viena y en París, y más adelante estudió composición, teniendo entre otros maestros a Arnold Schönberg. A los 6 años hizo su primera composición musical y a los 12 ofreció su primer concierto en Viena. 
En 1922 se radicó en Hamburgo, Alemania, y allí posteriormente se casó con Elfriede Wilde, con quien tuvo una hija y se divorció alrededor de 1930. A Slister le fue dedicada en 1924 por el compositor Stefan Wolpe la obra Für Zwei Geigen Opus Nº 2. Trabajó en la composición y dirección de música de películas para el mercado europeo, en los estudios UFA, y también como director de operetas. Integró la orquesta de Frank Fox, en Berlín; trabajó en la ciudad de Weimar y luego retornó a Berlín. En 1933 fundó el “Cuarteto de los Bohemios Vieneses”, con el cual trabajó activamente en Europa, especialmente en Berlín, y volvió en 1935 a Viena debido a la situación política que lo amenazaba por su condición de judío con la llegada del partido nazi al poder.

## Emigración a Argentina
En 1936, para escapar de la persecución política, emigró junto a cuatro compañeros de la orquesta “Los Bohemios Vieneses” a la Argentina, adonde había conseguido un contrato para actuar con el conjunto en Radio El Mundo, donde llegó a dirigir la Orquesta Estable de la emisora, hasta 1966. 
Acompañó musicalmente en programas radiales a actores cómicos como Pepe Iglesias “El Zorro”, Los Cinco Grandes del Buen Humor, el chileno Tato Cifuentes “Tatín”, al uruguayo Juan Carlos Mareco “Pinocho”, entre otros. También acompañó en grabaciones a cantantes como Gregorio Barrios, Fernando Albuerne, Hugo Romani y Chucho Martínez Gil. También compuso música para obras teatrales, villancicos de Navidad como En un burrito orejón, Caminito de las nubes y En un portal de Belén, así como canciones infantiles. Junto a Pepe Iglesias y Arthur García Núñez -más conocido como Wimpi- compuso la canción Salí al balcón, que luego grabó con su orquesta.
Se inició como musicalizador de películas con tres filmes estrenados en 1947: La gata, Una mujer sin cabeza –protagonizada por Niní Marshall- e Historia de una mala mujer, para luego continuar con igual labor en otros filmes. 
En Argentina se casó en segundas nupcias con Etelka A. Abraham, con la cual tuvo dos hijos. Falleció en Buenos Aires, el 8 de diciembre de 1986.

## Filmografía
Musicalización
- El crack   (1960)
- Obras maestras del terror   (1960)
- De Londres llegó un tutor   (1958)
- La bestia humana   (1957)
- Escuela de sirenas... y tiburones   (1955)
- El fantasma de la opereta   (1955)
- Mi marido hoy duerme en casa   (1955)
- Tren internacional   (1954)
- Asunto terminado   (1953)
- Como yo no hay dos   (1952)
- Cuidado con las mujeres   (1951)
- Escándalo nocturno   (1951)
- Esposa último modelo   (1950)
- Mary tuvo la culpa   (1950)
- Hoy canto para ti   (1950)
- Toscanito y los detectives   (1950)
- Don Fulgencio (El hombre que no tuvo infancia)    (1950)
- La vendedora de fantasías   (1950)
- El ladrón canta boleros   (1950)
- Una noche en el Ta Ba Rin   (1949)
- Cita en las estrellas   (1949)
- Rodríguez supernumerario   (1948)
- La gata   (1947)
- Una mujer sin cabeza   (1947)
- Historia de una mala mujer   (1947)

Temas musicales
- La muerte flota en el río   (1956)